# علي بوعلاق
علي بوعلاق أحد زعماء قبيلة أولاد يعقوب بمنطقة نفزاوة بالجنوب التونسي، كان والده خليفة على تلك القبيلة اما يقرب من عقدين، كما تقلد هو نفس المهمة، وعين خليفة على وطن تلمين الذي يغطي نصف منطقة نفزاوة. سجن قبل الاحتلال الفرنسي، وأطلق سراحه بعيد انتصاب الحماية عام 1881، فالتحق بحركة المقاومة. وتوجه مع قادتها وآلاف المهاجرين إلى الأراضي الطرابلسية. ومنها قاد عددا من العمليات ضد المصالح الاستعمارية بتونس وضد من اعتبر قابلا بالوجود الاستعماري. استمر وجوده بليبيا إلى عام 1907، وتوفي عام 1915.